# Elaine Hakkaart
Elaine Hakkaart (Weesp, 2 juli 2000) is een Nederlandse (stem)actrice en zangeres. Hakkaart speelde in diverse musicalproducties en heeft diverse tekenfilms ingesproken.

## Theater
| Jaar      | Musical                                      | Rol                           | Producent                     | Theater                   |
| --------- | -------------------------------------------- | ----------------------------- | ----------------------------- | ------------------------- |
| 2008-2009 | Les Miserables (musical)                     | kleine Eponine                | Stage Entertainment           | Luxor Theater en Carré    |
| 2009      | Sjakoo                                       | Gouden Meisje                 | Beeldenstorm                  |                           |
| 2009-2010 | Joseph and the Amazing Technicolor Dreamcoat | Mirjam                        | Stage Entertainment           | Beatrix Theater           |
| 2010-2011 | Mary Poppins                                 | Jane Banks                    | Stage Entertainment           | Circustheater             |
| 2012-2013 | Annie                                        | Duffy                         | Albert Verlinde Entertainment |                           |
| 2013      | Oliver in New York                           | Dena                          | FanWork                       |                           |
| 2014-2015 | Waanzinnig Gedroomd                          | Zoe                           | Cook a Dream                  |                           |
| 2015-2016 | Pinokkio                                     | Guilia                        | Efteling                      | Efteling Theater          |
| 2021      | A Game Of You                                | Avatar                        | Ontroerend Goed               | Zomer van Antwerpen       |
| 2022      | BELLE                                        | James                         | Theatergroep Matrose          | Slot Zuylen               |
| 2022-2023 | Venus in Libra                               | Stella, creatuur van de nacht | Toneelhuis                    | Toneelhuis + tour         |
| 2024      | TRADWIVES de musical                         | Molly                         | Club Satelliet                | Amsterdam Fringe Festival |